# Rożnia (obwód kurski)
Rożnia (ros. Рожня) – wieś (ros. деревня, trb. dieriewnia) w zachodniej Rosji, w sielsowiecie maszkinskim rejonu konyszowskiego w obwodzie kurskim.

## Geografia
Miejscowość położona jest nad ruczajem Rożnia (dopływ Bieliczki w dorzeczu Swapy), 2 km od centrum administracyjnego sielsowietu (Maszkino), 13 km na północny wschód od centrum administracyjnego rejonu (Konyszowka), 63 km na północny zachód od Kurska.
We wsi znajduje się 30 posesji.
Klimat
Miejscowość, jak i cały rejon, znajduje się w strefie klimatu kontynentalnego z łagodnym ciepłym latem i równomiernie rozłożonymi opadami rocznymi (Dfb w klasyfikacji klimatów Köppena).

## Demografia
W 2010 r. wieś zamieszkiwało 8 osób.